# Anna Kowalska-Pietrzak
Anna Agnieszka Kowalska-Pietrzak – polska historyk, mediewista.

## Życiorys
Absolwentka historii Uniwersytetu Łódzkiego (1996). Doktorat (2000 – Prałaci i kanonicy kapituły łęczyckiej do XV wieku; promotor: Jan Szymczak) i habilitacja (2015 – Duchowieństwo parafialne w późnośredniowiecznej Polsce Centralnej. Archidiakonaty łęczycki i uniejowski) tamże. Pracuje na Katedrze Historii Średniowiecznej Wydziału Filozoficzno-Historycznego UŁ. Główne zainteresowania badawcze: historia Kościoła w średniowieczu, polskie krucjaty i pielgrzymki, sądownictwo kościelne.

## Wybrane publikacje
- Prałaci i kanonicy kapituły łęczyckiej do schyłku XV wieku, Łódź: Wydawnictwo Uniwersytetu Łódzkiego 2004.
- (współautorzy: Tadeusz Grabarczyk, Jan Szymczak) Uniejowskie strony: karty z przeszłości odległej, nieznanej i bliskiej Gminy Uniejów, Łódź – Uniejów: Urząd Miasta 2008.
- (redakcja) In tempore belli et pacis: ludzie, miejsca, przedmioty: księga pamiątkowa dedykowana prof. dr. hab. Janowi Szymczakowi w 65-lecie urodzin i 40-lecie pracy naukowo-dydaktycznej, pod red. Tadeusza Grabarczyka, Anny Kowalskiej-Pietrzak, Tadeusza Nowaka, Warszawa: Wydawnictwo DiG 2011.
- W kręgu średniowiecznego duchowieństwa łęczyckiego, Łęczyca: Towarzystwo Naukowe Płockie. Oddział – Łódź: Wydawnictwo Uniwersytetu Łódzkiego 2012.
- Duchowieństwo parafialne w późnośredniowiecznej Polsce Centralnej: archidiakonaty łęczycki i uniejowski, Łódź: Wydawnictwo Blue Note Beata Kowalska 2014.